# Buccaltablette
Eine Buccaltablette (von lateinisch bucca: Wange) ist eine tablettenähnliche Arzneiform, die zur Freisetzung des Arzneistoffes in der Mundhöhle verbleibt. Prinzipiell werden Buccaltabletten für zwei verschiedene Anwendungszwecke hergestellt, je nachdem ob eine auf die Mundhöhle begrenzte oder – durch Aufnahme in den Blutkreislauf – systemische Wirkung beabsichtigt ist. Als sogenannte mukoadhäsive (schleimhauthaftende) Buccaltabletten zur Erreichung eines hohen Wirkspiegels eines Antimykotikums (z. B. Miconazol) in der Mundhöhle selbst, werden sie zur Therapie einer lokalen Infektion (Soor) mit Hefepilzen der Gattung Candida eingesetzt. Diese Art der Darreichung wird unter anderem bei komatösen Patienten angewandt, die zu einer Mundspülung mit Antimykotika nicht mehr fähig sind und noch genügend Speichel zur Auflösung der Buccaltablette produzieren können.
Buccaltabletten werden auch für Arzneistoffe verwendet, die über den Darm nicht aufgenommen werden können, jedoch ähnlich den sublingualen Arzneiformen von der Mundschleimhaut resorbiert werden und so in den Blutkreislauf gelangen. Diese Alternative der Buccaltablette zu sonst notwendigen Injektionen wird bei speziellen Schmerzmitteln (Fentanyl) ausschließlich bei Durchbruchschmerzen von Tumorpatienten angewandt. Buccaltabletten existieren ebenso für weitere Arzneistoffe wie Testosteron, Salbutamol oder Tizanidin.
Für die Anwendung von Fentanyl mit Buccaltabletten gab die amerikanische Arzneimittelbehörde (FDA) 2008 eine Sicherheitswarnung heraus. Fentanyl-haltige Buccaltabletten führten bei falscher Indikationsstellung (Anwendung nur bei Durchbruchschmerzen Opioid-resistenter Patienten) zu schweren Atemdepressionen und Todesfällen.
Die Auflösung einer Buccaltablette kann Sekunden bis wenige Minuten dauern (z. B. Fentanyltabletten bei Durchbruchschmerzen), oder aber mehrere Stunden (7–13 Stunden), beispielsweise bei Antimykotika.